# Goronwy
Goronwy, walisisch Gronwy Pybyr (['gronui 'pəbir], „Gronwy der Starke“), auch Gronw Pebr, Lord of Penllyn ist eine keltische Sagengestalt. Im Vierten Zweig des Mabinogi (Math fab Mathonwy, „Math, der Sohn Mathonwys“) ist er der Liebhaber von Blodeuwedd. Er versucht, Llew Llaw Gyffes zu ermorden.

## Mythologie
Als eines Tages Blodeuwedds Ehemann Llew verreist, um seinen Großonkel Math fab Mathonwy zu besuchen, durchstreift eine Jagdgesellschaft die Umgebung von Blodeuwedds Haus. In einen der Jäger, Goronwy, dem sie ihre Gastfreundschaft anbietet, verliebt sie sich. 
Und dann nahm er die Einladung bereitwillig an und kam zum Hof. Und sie kam ihm zur Begrüßung entgegen und hieß ihn willkommen. „Herrin, Gott vergelte dir deine Freundlichkeit.“ Ud sie zogen sich um und gingen, um sich zu setzen. Blodeuedd aber sah ihn an, und wie sie ihn ansah, war sie sogleich ganz und gar von Liebe zu ihm erfüllt. Und auch er betrachtete sie, und ihm kam derselbe Gedanke, der auch ihr gekommen war. Er konnte seine Liebe zu ihr nicht verbergen und teilte ihr dies mit.
Deshalb planen die beiden den Tod von Llew. Dessen Ermordung ist jedoch kompliziert, da er nur unter bestimmten Voraussetzungen sterben kann. Goronwy verbringt deshalb ein ganzes Jahr lang damit, einen Steinspeer herzustellen.
Dann fragt Blodeuwedd ihren Ehegatten, auf welche Art und Weise man ihn töten könne. Goronwy verbirgt sich einstweilen, um die beiden zu belauschen. Der naive Llew erklärt ihr, dass er sich ein Bad einlassen müsse und beim Heraussteigen nicht den Erdboden berühren dürfe. Deshalb bindet er eine Ziege daneben an, auf die er treten kann. Als Llew nun mit einem Fuß auf dem Rand des Badezubers und mit dem anderen auf der Ziege steht, kommt Goronwy aus seinem Versteck hervor und schleudert den vergifteten Speer auf ihn. Er trifft jedoch nur seine Hüfte, und mit einem lauten Schrei entflieht Llew in Gestalt eines Adlers.
Da erhob sich Gronw vom Hügel, den man Bryn Cyfergyr nennt, ließ sich auf ein Knie nieder, schleuderte einen vergifteten Speer und traf ihn damit so in die Seite, dass der Schaft heraustrat und die Spitze in ihm steckenblieb. […] Im selben Augenblick, da er verschwand, begaben sie sich zum Hof, und in jener Nacht schliefen sie miteinander. Und am nächsten Morgen erhob sich Gronw und brachte Ardudwy in seine Gewalt. […] dass sich seine Herrschaft über Ardudwy und Pennllyn erstreckte.
Llews Onkel Gwydyon findet nach langem Suchen den verwundeten Adler im Nantlle Valley und verwandelt Llew wieder in einen Menschen zurück. Nach seiner endgültigen Genesung tötet Llew seinen Nebenbuhler Goronwy mit dessen eigenem Speer und Blodeuwedd wird von Gwydyon zur Strafe für ihren Verrat in eine Eule verzaubert.